# Schinderhannes bartelsi
Schinderhannes bartelsi  (лат.) — вид беспозвоночных из монотипического рода Schinderhannes семейства Hurdiidae подотряда анамалокарид отряда Radiodonta, известный по единственному образцу из нижнедевонских отложений сланцев Хунсрюка. Его открытие оказалось сенсацией, так как ранее представители этой группы были известны только по исключительно хорошо сохранившимся ископаемым остаткам кембрийского периода.
Анамалокариды, такие как аномалокарис, представляли собой существ, считающихся дальними родственниками современных членистоногих. Эти существа внешне сильно отличались от любого ныне живущего организма — они имели сегментированные тела с боковыми лопастями, использовавшимися для плавания, как правило, большие сложные глаза, часто находившиеся на ножках, и их наиболее яркая черта — пара крупных шипастых придатков, напоминавших обезглавленных креветок. Эти придатки, предположительно, подносили пищу в рот животного, который напоминал по виду кольцо ананаса.

## Открытие
Единственный экземпляр этого вида был обнаружен в карьере Эшенбах-Боксберг в Бунденбахе (Германия) и был назван в честь преступника Шиндерханнеса, который часто посещал этот район. Его видовое название S. bartelsi было дано в честь Кристофа Бартельса, специалиста по сланцам Хунсрюка. Образец в настоящее время находится в Музее естественной истории в Майнце.

## Морфология
Schinderhannes имел длину около 10 см; как и другие аномалокаридиды, он имел придатки в передней части тела, около рта (очень похожие на придатки Hurdia), как и Peytoia, он имел круглый, похожий на ананасовый ломтик, рот и большие, сложные глаза на ножках. Тело состояло из 12 сегментов; большие клапанообразные структуры, вероятно, использовавшиеся при плавании, выступали из 11-го сегмента, сразу за головой.

## Образ жизни
Сохранившиеся содержимое пищеварительного тракта является типичным для хищника, такой образ жизни подтверждается наличием больших колючих придатков и размером глаз. Schinderhannes был хорошим пловцом, продвигавшим себя «плавниками», прикрепленными к голове, и используя свои крыльеподобные «лепестки» на 11-м сегменте для изменения направления. Эти лопасти, предположительно, развились из боковых лопастей кембрийских аномалокаридид, их предков, использовавших лопасти вдоль боков для плавания, и не имевших специализации, как у Schinderhannes.

## Значение
Открытие Schinderhannes является значительным, поскольку оно сильно отодвинуло вымирание аномалокаридид: ранее группа была известна только по сохранившимся ископаемым остаткам исключительно из нижнего и среднего кембрия, на 100 миллионов лет раньше. Это подчёркивает большое значение таких местонахождений ископаемых, как сланцы Хунсрюка, которые могут быть единственной возможностью наблюдать не-минерализованные формы.
В исследовании Schinderhannes ошибочно считался базальным по отношению к Euathropoda, но ближе к этой группе, чем аномалокарис. Это говорило бы о том, что подотряд аномалокаридиды на самом деле парафилетический — то есть, членистоногие произошли от них. В дальнейшем парафилия аномалокарид была опровергнута, а Schinderhannes перенесён в семейство Hurdiidae. Это также наводит на мысль, что двуветвистые конечности членистоногих возникли путём слияния боковых лепестков и жабр аномалокаридид. Обнаружение Schinderhannes имеет и другое значение — оно показывает, что группа ранних членистоногих с короткими «большими придатками» не является кладой.